# Wendy Dubbeld
Wendy Dubbeld (Wageningen, 1 augustus 1981) is een Nederlands fotomodel en presentatrice.

## Ontdekking
Ze groeide op in Noordwijk aan Zee en Rhenen. Tijdens de Megafestatie in de Jaarbeurs in Utrecht werd Wendy gescout door Jeroen van de Mast, eigenaar van VDM Model Management in Amsterdam. In 1998 won Wendy op de leeftijd van 17 jaar de Nederlandse versie van de Elite Model Look. Na eerst vanuit Parijs, Milaan en New York te hebben gewerkt, reist Wendy nu vanuit Nederland de hele wereld over.

## Portfolio
Wendy heeft sindsdien campagnes gedaan voor vele lingerie- en badmodemerken, zoals Lejaby, Marie Jo L’Aventure, Vasarette en La Senza.
Tevens sierde zij de pagina’s van tijdschriften zoals Cosmopolitan, Elle, Marie France, Femme, FHM, Maxim, Arena, GQ, Vogue Esposa en Jackie. Ook deed zij campagnes van onder andere Abercrombie & Fitch (gefotografeerd door Bruce Weber), Rocco Barocco Jeans, Burberry, Ripley Jeans, InWear, Woolford en Ti Sento Milano.
In 2001 wisten de Farelly Brothers Wendy te strikken voor een klein rolletje in hun film Shallow Hal.

## Presentatrice
Wendy was meerdere malen medepresentatrice en jurylid tijdens de internationale finales van de Elite Model Look of the Year. In 2005 presenteerde zij, samen met Wilfred Genee, de Nederlandse Elite Model Look.